# Jan Szewczyk (filozof)
Jan Szewczyk (ur. 1930, Lublin, zm. 1975) – polski filozof marksistowski, fenomenolog.

## Życiorys
Od dwunastego roku życia należał do „Szarych Szeregów” („Zawisza”), a następnie uczestniczył w powstaniu warszawskim jako strzelec 227 plutonu harcerskiego AK na Żoliborzu. Szkołę powszechną ukończył na tajnych kompletach w 1944 roku w Warszawie. Wywieziony po kapitulacji Warszawy do Niemiec, gdzie przebywał w stalagu XI A do kwietnia 1945 roku, pozostał po wyzwoleniu za granicą (Niemcy, Austria, Włochy, Wielka Brytania) – m.in. służąc w polskich formacjach wojskowych i pracując jako robotnik. Wraz z 12 Pułkiem Ułanów Podolskich II Korpusu Polskiego wyjechał z Włoch do Anglii. Tam po demobilizacji cierpiał wraz z innymi żołnierzami głód. Został złapany z bronią w ręku przy próbie zdobycia żywności i trafił do więzienia. Współtowarzysz z celi, kontrowersyjny fizyk jądrowy Allan Nunn May, wprowadził go w idee marksizmu. Powróciwszy do kraju w 1953 r., skończył liceum korespondencyjne, pracując równocześnie jako górnik i metalowiec. W 1957 r. podjął studia filozoficzne na Uniwersytecie Jagiellońskim, a po ich ukończeniu, w 1962 r., rozpoczął pracę naukowo-dydaktyczną w katedrze filozofii Uniwersytetu Jagiellońskiego.
Doktorat z filozofii uzyskał w 1966 r., na podstawie rozprawy Krytyka teorii przyczynowości Davida Hume'a, napisanej pod kierunkiem Romana Ingardena. Od 1969 r. aż do śmierci był pracownikiem naukowym Ośrodka Badania Stosunków Wschód-Zachód w Warszawie.
Autor wielu artykułów naukowych w polskich czasopismach filozoficznych; wraz z Ewą Sową teoretyk marksizmu jako „filozofii pracy”. Jego żoną była Irena Tetelowska, małżeństwo było bezdzietne. Sześć lat po śmierci żony, która w 1969 r. zginęła w katastrofie lotniczej na Policy, poniósł śmierć w wypadku samochodowym

## Filozofia
Jan Szewczyk był uczniem Romana Ingardena. To od niego przejął metodę fenomenologiczną, którą miał się posłużyć w budowaniu swojej filozofii pracy. Już we wczesnych latach jako student z uporem studiował dzieła polskich filozofów narodowych, a także rozwijał - początkowo tylko w myślach - koncepcję intencjonalności jako przestrzenności. We wczesnych pracach Szewczyka widać chęć przeciwstawienia się powszechnie akceptowanym interpretacjom myśli Husserla jako myśliciela dwoistego i niespójnego. W szeroko komentowanym artykule-recenzji „Spór o istotę filozofii” opowiedział się po stronie Husserla w sporze Husserl-Ingarden, obszernie komentując niedostatki książki Ingardena, w tym zarzucając swojemu mistrzowi zbyt pobieżne potraktowanie pewnych tendencji w myśli Husserlowskiej.

## Prace

### Dzieła
- Filozofia pracy, wyd. Wydawnictwo Literackie, Kraków 1971;
- Eros i rewolucja. Krytyka antropologii filozoficznej Herberta Marcuse, tom 191 serii wydawniczej Omega, Warszawa 1971;
- Dialektyka uprawiania marksizmu, wyd. Książka i Wiedza, Warszawa 1974;
- Krytyka teorii przyczynowości Dawida Hume'a: na podstawie I tomu „Traktatu o naturze ludzkiej”, wyd. Wydawnictwo Literackie, Kraków 1980;
- O fenomenologii Edmunda Husserla, wyd. Kolegium Otryckie, Warszawa 1987.

### Tłumaczenia
- Ernst von Aster, Historia filozofii, wyd. PWN, Warszawa 1969;
- Gustavo Gutierrez, Teologia wyzwolenia: historia, polityka i zbawienie, wyd. Pax, Warszawa 1976.
- William James, Strumień świadomości, [Przekład rozdziału 11 „The Principles of Psychology”]. Skrypt UJ, s. 58.
- H. Michejda, Whitehead i Ingarden. [Przekład z jęz. ang., (w:) Szkice filozoficzne Romanowi Ingardenowi w darze, Warszawa 1964, s. 5-15].